# Heinrich LXVII. (Reuß jüngere Linie)

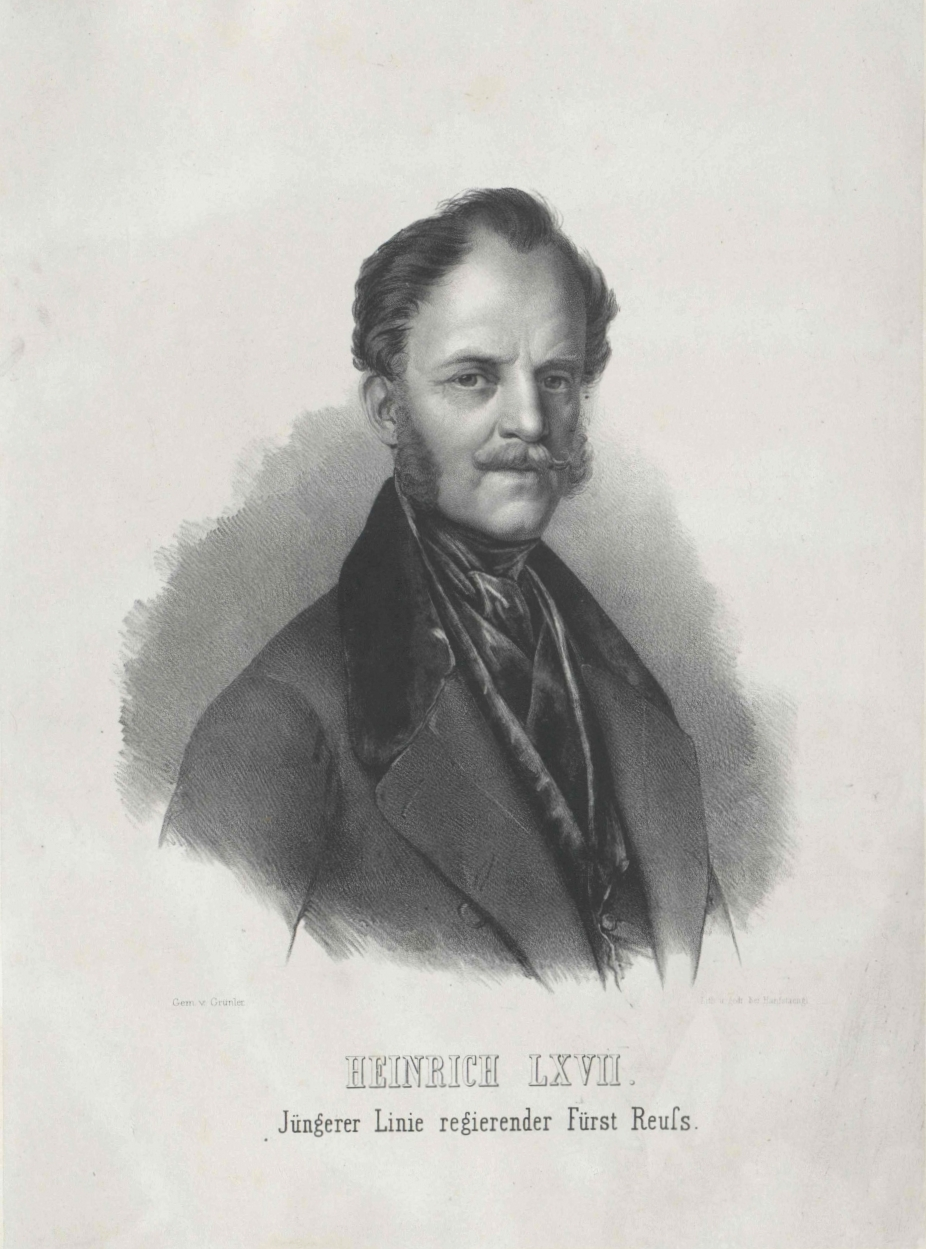
Heinrich LXVII.

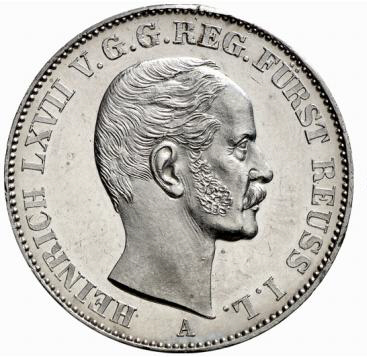
Heinrich LXVII. in einem Münzporträt, 1858

Heinrich LXVII. Fürst Reuß jüngere Linie, Graf und Herr zu Plauen, Herr zu Greiz, Kranichfeld, Gera, Schleiz und Lobenstein (* 20. Oktober 1789 in Schleiz; † 11. Juli 1867 in Gera) war vom 19. Juni 1854 bis 11. Juli 1867 regierender Fürst des Fürstentums Reuß jüngerer Linie.

## Herkunft
Er war der zweite Sohn von Fürst Heinrich XLII. (1752–1818) und Karoline zu Hohenlohe-Kirchberg (1761–1849) und Bruder seines Vorgängers Heinrich LXII., dem er 1854 als souveräner Fürst folgte.

## Leben
Schon in jungen Jahren kam er zur Armee. Am 28. Februar 1805 erhielt er den Charakter eines Leutnants der preußischen Armee mit der Uniform eines Titularoffiziers. Am 9. April 1806 wurde er in den Reichsfürstenstand erhoben. Von 1806 bis 1809 studiert er dann in Dresden. Während der Befreiungskriege wurde er als Seconde-Lieutenant in das Brandenburgische Husaren-Regiment Nr. 3 aggregiert. Er nahm damit am Feldzug von 1814 teil. Er kämpfte in der Schlacht bei Laon, erwarb sich im Gefecht bei La Chaussee das Eiserne Kreuz 2. Klasse und kämpfte in den Gefechten bei Chalons, Montmirail, Chateau-Thierry, Sezanne und Meaux.
Nach dem Krieg wurde er am 4. November 1815 in das 3. Ulanen-Regiment aggregiert. Dort wurde er am 10. Oktober 1816 Rittmeister, aber am 4. August 1818 nahm er seinen Abschied und bekam die Erlaubnis die Uniform des 3. Ulanenregiments zu tragen. Dennoch wurde er am 4. August 1818 zum Major befördert. Am 18. Januar 1824 bekam er den preußischen St.Johanniter-Orden und am 20. Februar 1825 eine Uniform des 3. Ulanen-Regiments. Am 11. Februar 1836 wurde er dann in die Offiziere à la suite übernommen. Am 1. November 1840 bekam er den Charakter als Oberst, am 22. März 1845 den eines Generalmajors und am 19. April 1851 auch den eines Generalleutnants.
Sein Bruder der Fürst Heinrich LXII. starb am 16. September 1854 und so folgte Heinrich LXVII. in der Regierung. Er begann sogleich die reußischen Truppen nach preußischen Grundsätzen zu drillen. Unter seiner Regierung setzte sein Minister Eduard Heinrich von Geldern-Crispendorf 1856 eine Änderung der Verfassung im reaktionären Sinn beim Landtag durch.
Zu seinem 50-jährigen Dienstjubiläum erhielt er am 28. Februar 1855 den Schwarzen Adlerorden. Am 7. April 1855 auch den sächsischem Orden der Rautenkrone und den Orden vom Weißen Falken der Großherzogtums Sachsen-Weimar-Eisenach, dazu am 4. September 1856 das Großkreuz des belgischen Leopoldsordens.
Als Fürst Heinrich LXVII. stiftete er am 20. Oktober 1857 das Goldene und silberne Verdienstkreuz, als „Zivilehrenkreuz“ bezeichnet (zur Unterscheidung des 1869 durch Fürst Heinrich XIV. gestifteten „Ehrenkreuzes“).
Am 1. Juli 1860 erhielt er vom König die Ernennung zum General der Kavallerie. Am 27. Januar 1864 wurde er Senior des Eisernen Kreuzes 2. Klasse, zudem wurde er am 30. Januar 1862 à la suite des Husaren-Regiments Nr. 3 gestellt. Während des Deutschen Krieges von 1866 war er zunächst neutral. Nach der österreichischen Niederlage bei Königgrätz am 3. Juli 1866 trat er am 26. Juni 1866 dem in Aussicht gestellten Norddeutschen Bund bei.
Der königlich-preußische General der Kavallerie à la suite galt als Mann von Begabung, Kenntnis und Geschäftserfahrung und war in seinem Land sehr beliebt; er gehörte dem Bund der Freimaurer an. Als Fürst war er ein enger Verbündeter Preußens. Auf seine Veranlassung hin erfolgte nach der 1848 erfolgten Verlegung der Residenz von Schleiz nach Gera in den Jahren 1859 bis 1863 der repräsentative Umbau von Schloss Osterstein.
Er war seit 1820 mit Prinzessin Adelheid Reuß zu Ebersdorf (1800–1880) verheiratet. Die Fürstin war im Gegensatz zu ihrem Ehemann nicht sehr populär. Sie neigte zu Standeshochmut und stand im Ruf, geizig zu sein.

## Familie
Er heiratete am 18. April 1820 in Ebersdorf die Prinzessin Adelheid Reuß zu Ebersdorf (* 28. Mai 1800; † 25. Juli 1880), eine Tochter des Fürsten Heinrich LI. Reuß zu Ebersdorf (1761–1822) und Gräfin Luise von Hoym (1772–1832). Aus der Ehe gingen acht Kinder hervor, von denen sechs im Kindesalter starben.
- Heinrich V. (1821–1834)
- Anna (1822–1902) ⚭ 1843 Prinz Adolf zu Bentheim-Tecklenburg (1804–1874) Sohn von Emil Friedrich I.
- Elisabeth (1824–1833)
- Heinrich VIII. (1827–1828)
- Heinrich XI. (1828–1830)
- Heinrich XIV. (1832–1913), Fürst Reuß jüngerer Linie
 ⚭ 6. Februar 1858 Herzogin Agnes von Württemberg (* 13. Oktober 1835; † 10. Juli 1886)
 ⚭ 14. Februar 1890 (morg.) Susanne Friederike Graetz (* 28. Februar 1851; † 22. Mai 1907) ab 1890 Frau von Saalburg
- Heinrich XVI. (1835–1836)
- Marie (1837–1840)